# NK Rudar Labin
NK Rudar Labin je nogometni klub iz Labina u Istri.
U sezoni 2022./23. se natječe u 3. NL – Zapad.

## Povijest
Nogometni klub Rudar Labin osnovan je 1945. godine, nastupa u zelenim dresovima, te svoje domaće utakmice igra na Gradskom stadionu u Labinu. Godine 1964. Rudar je osvojio amatersko juniorsko prvenstvo Hrvatske. Također je domaćin jedne od grupe tradicionalnog juniorskog turnira "Kvarnerska rivijera" od 1956. godine.
Prva nogometna lopta u Labinu se pojavljuje 1926. godine, a donosi je sin krapanskog pekara zvanog Pierutti. Iste godine Labinjani na mjestu gdje se danas nalazi spomenik rudarima-borcima igraju svoju prvu utakmicu protiv Koprana, koji pobjeđuju rezultatom 7:1. Tri godine kasnije sudjeluju na prvom prvenstvu Istre, na kojem sudjeluju uglavnom klubovi iz Pule i okolice. 
Sredinom 30-tih godina nogomet se snažno budi u novoizgrađenoj Raši. Odmah nakon rata Raša dobiva dvostrukog prvaka Julijske krajine, a skroman nogomet igra se u Labinu. Labin dobiva NK Podlabin, kasniji Udarnik, koji je zapravo drugi tim raškog Rudara, a Labin osniva USO Albona. Taj se klub vrlo brzo rasformirao. U Labinu se na inicijativu labinske nogometne legende Bruna Karužića 1951. godine osniva Sportsko društvo Labin s više sekcija, među kojima je najjača bila nogometna. Boja društva bila je bijelo-plava. U prvoj godini natjecanja su treći, a naredne su uvjerljivi prvaci. 
Život Labina nije bio dug, potkraj 1955. godine spaja se s raškim Rudarom, a tada se gradi današnji gradski nogometni stadion u Labinu koji postaje dom ovog kluba.
Od najvećih uspjeha, Rudar je nekoliko godina igrao u 2. HNL – Zapad, a triput je ulazio i u osminu finala Hrvatskog kupa: 2009./10., 2020./21. i 2021./22..

## Vanjske poveznice
- Nogometni leksikon